# Tangekilen
Tangekilen är en vik i Antarktis. Den ligger i Östantarktis. Norge gör anspråk på området.